# Reaktorschiff

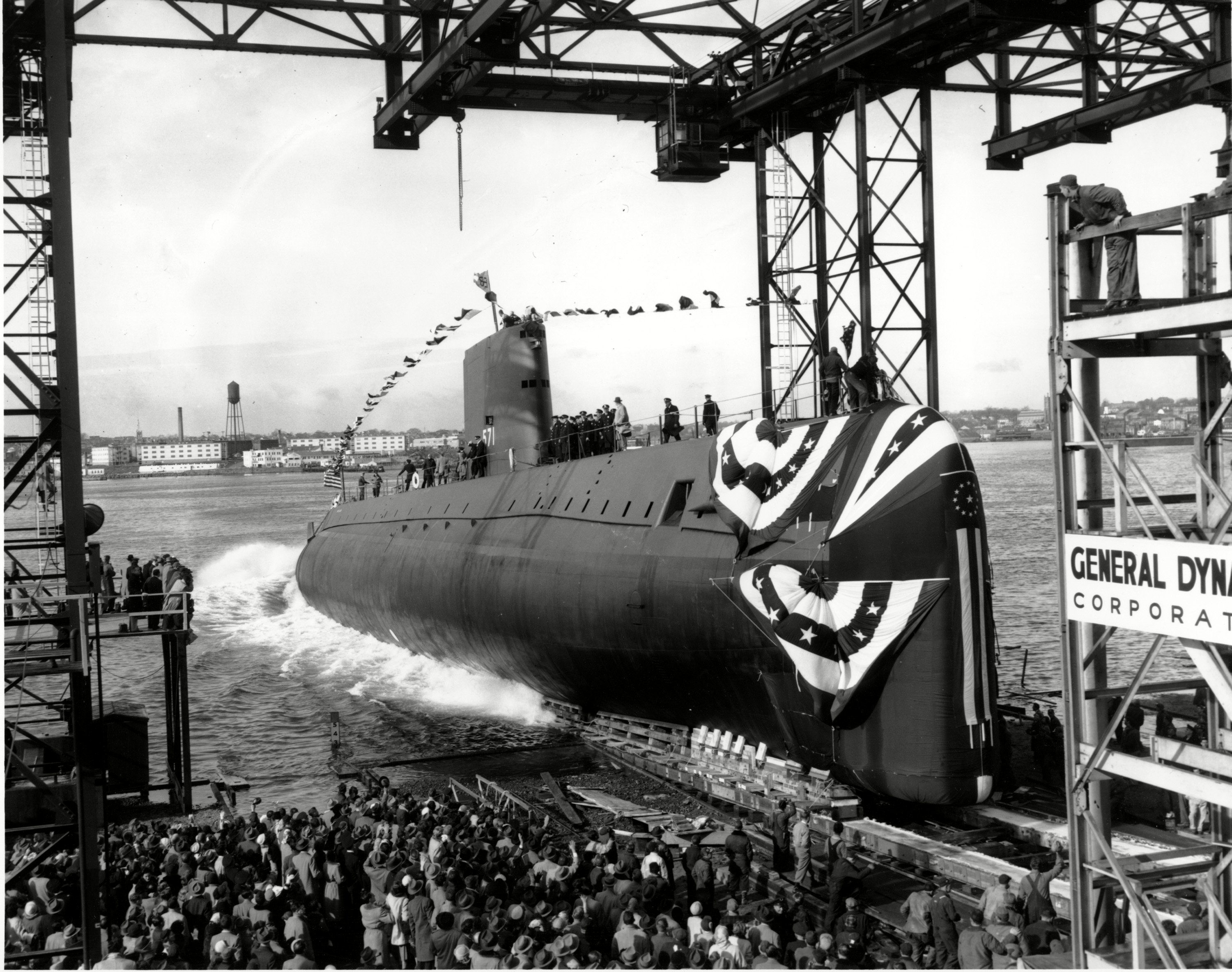
Stapellauf der USS Nautilus

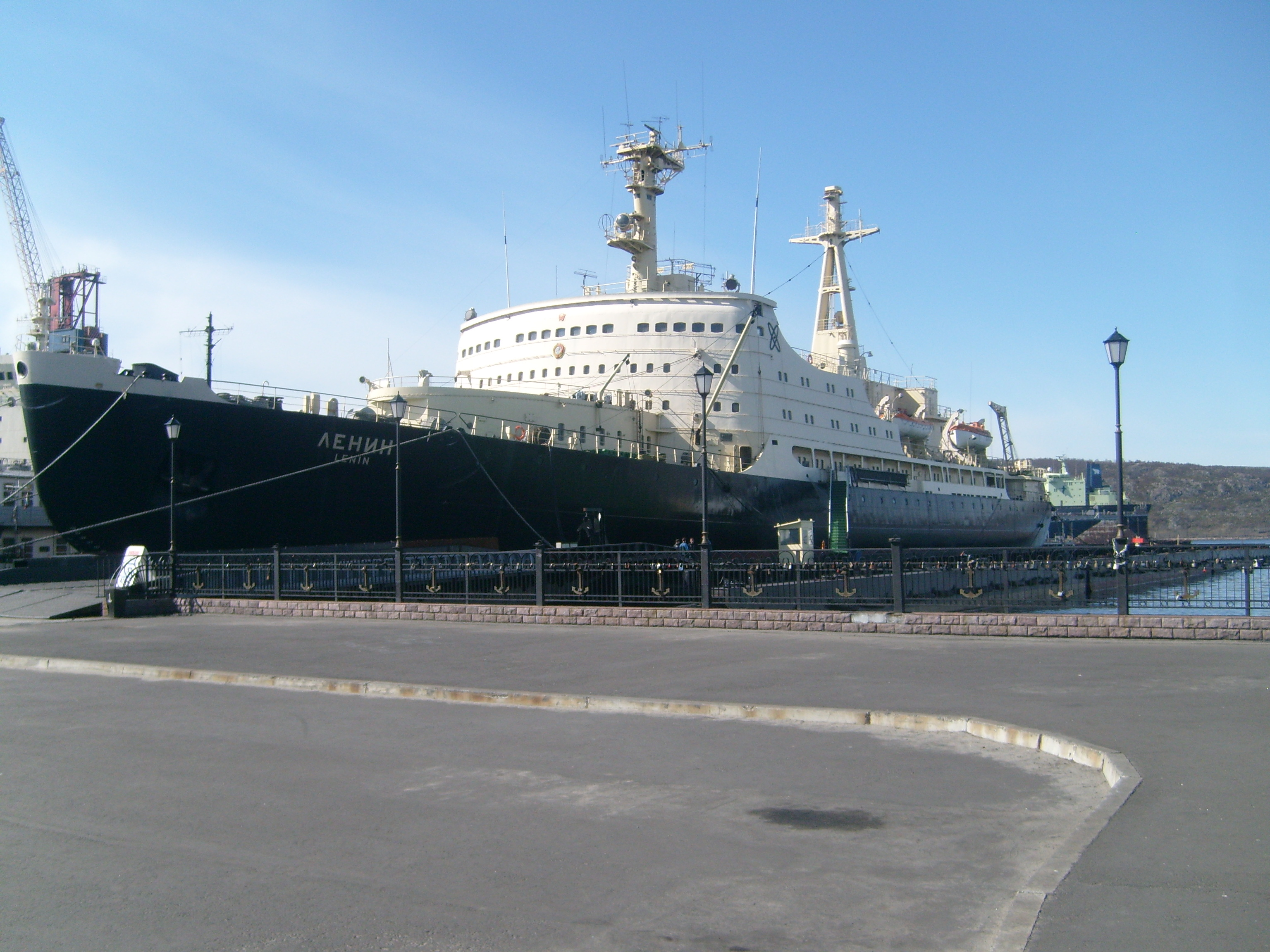
Atomeisbrecher Lenin

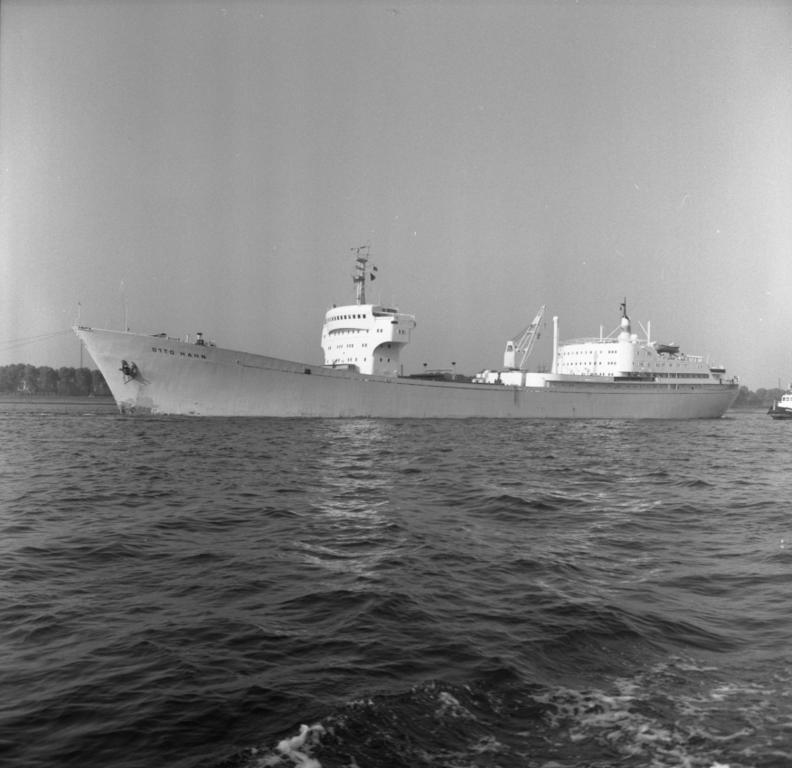
Otto Hahn

Als Reaktorschiff, Nuklearschiff, Kernenergieschiff, oder Atomschiff bezeichnet man ein Schiff mit Kernenergieantrieb. Die meisten mit Kernenergie angetriebenen Schiffe dien(t)en militärischen Zwecken. 
Bis dato (Ende 2024) wurden vier Frachtschiffe und dreizehn Atomeisbrecher gebaut (Liste hier).

## Geschichte
Die Entwicklung der Kernenergie als Schiffsantrieb wurde seit Beginn der 1950er Jahre vorangetrieben. Das erste durch Kernenergie angetriebene Wasserfahrzeug war das am 22. April 1955 in Dienst gestellte US-amerikanische Atom-U-Boot Nautilus. In der Sowjetunion folgte man dieser Entwicklung rund zwei Jahre später und setzte im September 1958 das erste sowjetische Atom-U-Boot, die Leninski Komsomol in Fahrt. 
Die United States Navy stellte im November 1961 den ersten atomgetriebenen Flugzeugträger in Dienst, von 1975 bis 2009 zehn atomgetriebene Flugzeugträger der Nimitz-Klasse und 2017 den ersten Flugzeugträger der Gerald-R.-Ford-Klasse (siehe auch Liste der Flugzeugträger der United States Navy).
Das erste zivil genutzte Schiff mit nuklearem Antrieb war der sowjetische Atomeisbrecher Lenin, der am 15. September 1959 in Fahrt gesetzt wurde. Als weitere Schiffe mit Kernenergieantrieb folgten in dieser ersten Phase der Entwicklung die US-amerikanische Savannah (1962), die bundesdeutsche Otto Hahn (1968) und die japanische Mutsu (1970). Die Savannah und die Otto Hahn wurden nach acht beziehungsweise elf Jahren des Forschungsbetriebes wieder aus der Fahrt genommen; die Mutsu wurde nie vollständig in Betrieb genommen und 1973 wieder außer Dienst gestellt. Im Laufe der 1970er Jahre folgte der Bau weiterer sowjetischer Kernenergie-Eisbrecher, von denen einige bis heute betrieben werden. In den 1970er Jahren wurden von verschiedenen Stellen Anstrengungen unternommen, weitere Frachtschiffe mit Kernenergieantrieb zu bauen. So gab es außer dem Plan zu einem Containerschiff als Nachfolger der Otto Hahn auch französische Pläne, das 1972 gebaute Containerschiff Korrigan mit einem Kernenergieantrieb zu versehen. Im Frühjahr 1977 erteilte der britische Reeder Ravi Tikkoo (Globtic Tankers) einen vorläufigen Auftrag zum Bau dreier 600.000-Tonnen-Tanker mit Kernenergieantrieb an die Werft Newport News Shipbuilding and Drydock Company, der aber nicht realisiert wurde.
Der Kernenergieantrieb hat außer als Eisbrecherantrieb in der zivilen Schifffahrt keine Bedeutung.

## Technik

### Druckwasserreaktoren
Kernenergieantriebe von Schiffen bestehen heute in der Regel aus ein bis zwei Druckwasserreaktoren. Deren Moderatormedium Druckwasser (Wasser unter hohem Druck, welches trotz Temperaturen über 300 °C flüssig bleibt) gibt einen Teil der bei der Kernspaltung abgeführten Wärme im Primärkreislauf über einen Wärmetauscher zur Dampferzeugung an einen Sekundärkreislauf ab. Der dort erzeugte Dampf treibt Dampfturbinen an, deren Umdrehungen über ein Getriebe den oder die Propeller sowie Generatoren antreiben. Neben der – inzwischen gewonnenen – langjährigen Erfahrung mit Druckwasserreaktoren sind diese kompakt, zuverlässig, wartungsarm und haben keine der Probleme metallischer Kühlmittel wie NaK (reagiert explosiv mit Wasser) oder Blei-Bismut (fest bei Umgebungstemperatur – Reaktorabschaltung nur möglich mit Heizung des Kühlmittels), die nach kurzen Experimenten sowohl der Sowjets als auch der Amerikaner als ungeeignet verworfen wurden.

### Hoch angereichertes Uran
Da – insbesondere in U-Booten – Platz eng begrenzt ist und auch seltenes „Nachladen“ militärischen Erwägungen im Weg stehen kann, sind die Reaktoren oft auf maximal mögliche Leistungsdichte konzipiert. Dafür kommt oft hoch angereichertes Uran (>90 % 235U) zum Einsatz, da dieses mehr Leistung bringt als niedrig angereichertes Uran aus zivilen Reaktoren an Land. Um den Neutronenfluss auszugleichen, ist oft ein so genanntes „burnable poison“ Neutronengift in die Brennelemente eingearbeitet. Ein Material mit hohem Wirkungsquerschnitt für Neutroneneinfang wird durch selbigen in ein Material umgewandelt, welches weniger Neutronen einfängt. Dadurch können die Brennelemente deutlich länger im Reaktor verbleiben als sonst üblich und deutlich höhere Burnups können erzielt werden. Flugzeugträger der Nimitz-Klasse müssen beispielsweise in ihrer geplanten Dienstzeit von 50 Jahren nur ein einziges Mal Treibstoff wechseln.
Die Verwendung hoch angereicherten Urans stellt ein potentielles Proliferationsproblem dar, jedoch sind bisher (Stand 2024) alle militärischen Schiffe mit nuklearem Antrieb im Besitz der Marine von Atommächten. Bei dem zivilen Schiff Otto Hahn kam unter anderem deswegen schwach angereichertes Uran zum Einsatz. Als die nicht-Atommacht Australien 2021 den Kauf nuklear angetriebener U-Boote bekanntgab, wurde dies als eine Gefahr für Bemühungen der Nonproliferation gesehen. Auch Brasilien strebt – mit französischer Hilfe – nach dem Erwerb nuklear angetriebener U-Boote.